# NGC 3003
NGC 3003 è una galassia a spirale barrata a bassa luminosità superficiale distante 63,6 milioni di anni luce nella costellazione del Leone Minore. È stata scoperta da William Herschel nel 1785.

## Caratteristiche
La sua velocità rispetto alla radiazione cosmica di fondo è di 1.742 ± 18 km/s, che corrisponde a una distanza di Hubble di 25,7 ± 1,8 Mpc (∼83,8 milioni di ly). NGC 3003 fu scoperta dall'astronomo anglo-tedesco William Herschel nel 1785.
La classe di luminosità di NGC 3003 è II-III e presenta una larga riga a 21 cm dell'idrogeno neutro.
Con una luminosità superficiale pari a 14,16 m/MOA2, NGC 3003 viene qualificata come galassia a bassa luminosità superficiale (LSB). Le galassie LSB sono galassie diffuse (D) con una luminosità superficiale inferiore a quella del cielo notturno.
Ad oggi, 25 misurazioni senza spostamento verso il rosso producono una distanza di 18.764 ± 5.572 Mpc (∼61,2 milioni di ly) che rientra nei valori della distanza di Hubble. Si nota, tuttavia, che è con il valore medio delle misurazioni indipendenti, quando esistono, che il database NASA/IPAC calcola il diametro di una galassia e che di conseguenza il diametro di NGC 3003 potrebbe essere di circa 44,9 kpc (∼146.000 ly) se per calcolarla utilizzassimo la distanza di Hubble.

### Gruppo di NGC 2964
NGC 3003 fa parte del gruppo di galassie NGC 2964 insieme alla galassia NGC 2968.  D'altra parte, le distanze di NGC 2964, NGC 2968 e NGC 2970 sono simili e poiché sono vicine sulla sfera celeste, è molto probabile che queste tre galassie facciano parte di un gruppo fisico di galassie. Inoltre, le galassie NGC 3003 e NGC 3021 si trovano nella stessa regione del cielo e, secondo lo studio condotto da Abraham Mahtessian, formano una coppia di galassie.
Le galassie NGC 2970 e NGC 3021 dovrebbero quindi essere incluse nel gruppo NGC 2964.

## Corpi celesti

### Buco nero supermassiccio
Secondo un articolo basato sulle misurazioni della luminosità nella banda K nel vicino infrarosso del bulge di NGC 3003, si ottiene un valore di 106,3 (2,0 milioni di M☉) per il buco nero supermassiccio presente.

### Supernova
Il 21 febbraio 1961, all'interno della galassia fu rilevata dall'astronomo svizzero Paul Wild dell'Università di Berna una supernova di tipo II con una magnitudine apparente di 13,0, successivamente denominata SN 1961F.